# Olgyay testvérek
Olgyay Aladár és Olgyay Viktor (Budapest, 1910. szeptember 1. – Aladár: 1963. szeptember; Viktor: Princeton, New Jersey, 1970. április 21.) építészek. Olgyai Viktor (1870–1929) festőművész ikerfiai.
Életük és munkásságuk során mindent együtt végeztek, díjaikat is együtt kapták meg, életrajzuk ezért szinte azonos.

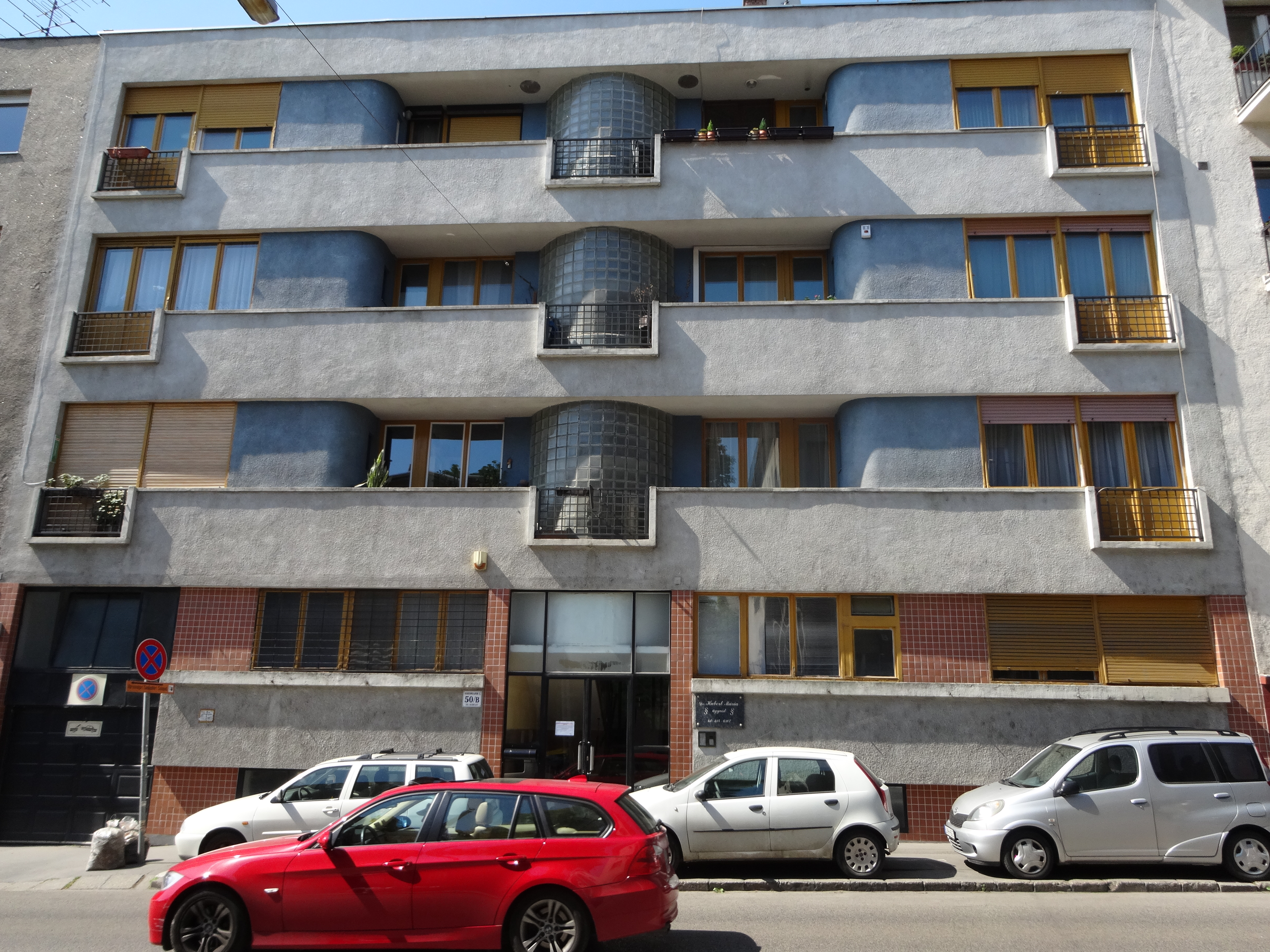
A Tschögl család bérháza Budapesten, Városmajor utca 50/b

## Életük
Mindketten ugyanabba az iskolába, a budapesti III. kerületi magyar királyi Állami „Árpád” Reálgimnáziumba jártak, ahol 1929-ben jeles eredménnyel érettségiztek. A 8. osztályban kitűnő eredményt értek el, csak Olgyay Viktornak volt egy jó (2) jegye latinból. Az iskola évkönyvei alapján tanulmányaikat a 4. osztályban, 1924-ben kezdték meg, tanulmányi eredményük jeles. Vallásuk katolikus. 1934-ben egyszerre szereztek a Műegyetemen építészi oklevelet, sőt a következő évben római építészeti iskolában építészi bizonyítványt is.
Tanulmányozták a helyszínen London és Párizs építészetét is.
A két testvér munkáik során is együtt dolgozott, 8 bérházat, köztük a Városmajor utca 50/b és 110. szám alatti épületeket tervezték és kiviteleztették, de terveztek hoteleket, gyárépületeket (pl. Stühmer Csokoládégyár, Vágóhíd u. 20.), kiállítási csarnokokat és területeket, családi házakat és városrendezési terveket is készítettek. Az 1939-es New York-i világkiállítás magyar pavilonját Weichinger Károllyal együtt tervezték. Később az 1941-es Budapesti Nemzetközi Vásár egyik pavilonját és az 1943-as izmíri nemzetközi vásár (International Fuari) magyar pavilonját is a testvérek tervezték.
Nagyszabású tervük volt Óbudán a „Via Antiqua”, a Római sugárút megépítése, amelyen 1936-ban kezdtek dolgozni. Tervük szerint Budapest két római kori amfiteátrumát, a Csigadombon (az Aquincumi Múzeummal szemközt) és a Királyhegyen (a Nagyszombat utca és Lajos utca találkozásánál) feltárt két amfiteátrumot kötötte volna össze (a mai Szentendrei út és a Lajos utca vonalában), mely a római „Via dei Fori Imperiali” mintájára épült volna ki. Az elképzelés a városrendezési terv része lett, de a háború miatt nem valósult meg. Az óbudai rendezési tervvel első díjat nyertek („Via Antiqua terv”).
Részt vettek a budapesti városháza megépítésének tervpályázatán, tervüket a főváros megvásárolta (1940). 1942-ben dolgozták ki „A tér- és időnélküli kiállítási csarnok” elképzelésüket, mely az első flexibilisen kialakítható kiállítási csarnok elképzelés volt.
A háború után emigráltak, az Amerikai Egyesült Államokban telepedtek le 1947-ben.
Amerikában a legmodernebb technikai kérdésekkel is foglalkozhattak, már 1959-ben napfűtéses házakat építettek. Viktor a Princetoni Egyetemen tanított 1953 és 1959 között (csak egyikük kaphatott tanári kinevezést), testvérével 1947-től több repülőtér tervezésében vett részt (pl.  Milwaukee, Wichita). Építészirodájuk az „Olgyay & Olgyay” Amerikában is sikeres lett, szakértők voltak Amerikában, Irakban, Venezuelában, Indiában és Bengáliában, főleg az ún. (bio)klimatikus tervezésben szereztek hírnevet.
Aladár francia, olasz, német és amerikai szakfolyóiratokban publikált, míg Viktor inkább az „Architectural Forum” és az „Architectural Record” című folyóiratokban.
Fivérével 1963-ig több díjat nyertek, 1934–1935-ben a római díjat, 1935-ben az Instituto Inter-universario jutalmát, 1936-ban a Kendall-ösztöndíjat, 1953-ban a Guggenheim-ösztöndíjat.

## Főbb publikációik
- Application of Climate Data to House Design (Princeton, 1954)
- Solar Control and Shading Devices (Princeton, 1957)
- Design with Climate: Bioclimatic Approach to Architectural Regionalism  (Princeton, 1963)